# 托龙
托龙（法語：Thauron，法語發音：[toʁɔ̃]）是法国克勒兹省的一个市镇，位于该省中部偏西南，属于盖雷区。

## 地理
托龙（46°0'0"N, 1°49'4"E）面积22.34 平方千米，位于法国新阿基坦大区克勒兹省，该省份为法国中部省份，位于法國中央高原西北部，北起安德尔省和谢尔省，西接维埃纳省，南至科雷兹省，东临多姆山省，东北与阿列省接壤。
与托龙接壤的市镇（或旧市镇、城区）包括：博斯莫罗莱米内、雅纳亚、芒萨拉库里耶尔、蓬塔里永、萨尔当、苏布雷博斯。

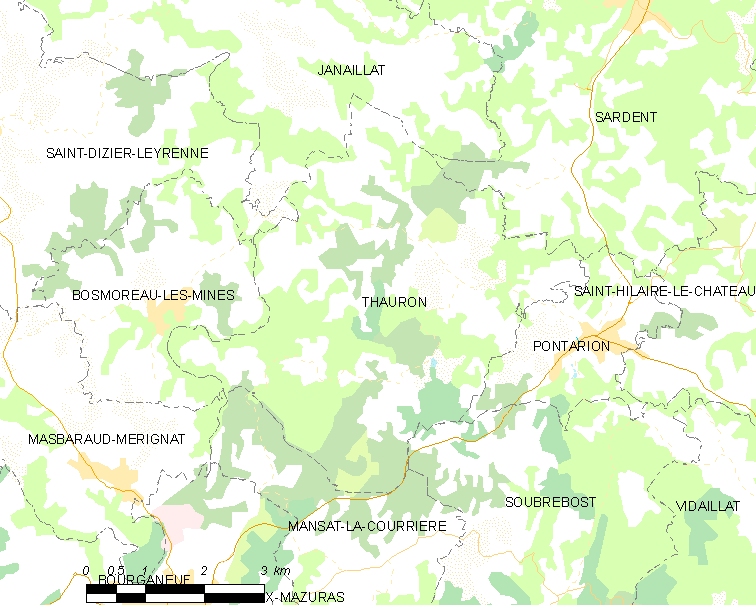
托龙的OSM定位图

托龙的时区为UTC+01:00、UTC+02:00（夏令时）。

## 行政
托龙的邮政编码为23250，INSEE市镇编码为23253。

## 政治
托龙所属的省级选区为阿安县。

## 人口

1962-2008年间托龙人口变化图示

托龙于2022年1月1日时的人口数量为170人。